# Alteració dels minerals
|  | Si cerqueu altres usos, vegeu Alteració. |

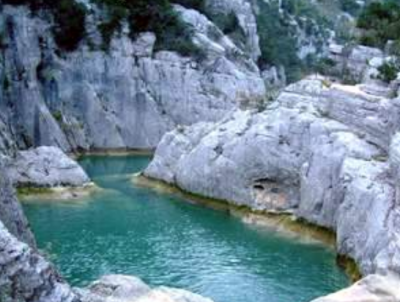
Al nivell del Barranc dels Arcs, França, el nivell màxim de les aigües està marcat per la banda beix calcària, revelada per l'abrasió mecànica, i el cinturó verd d'algues. A dalt, l'alteració microbiana de la pedra calcària forma sobre la roca perforada de crostes biològiques blava-grisenques formades per biopel·lícules que alberguen una comunitat de microorganismes (bacteris, microalgues).

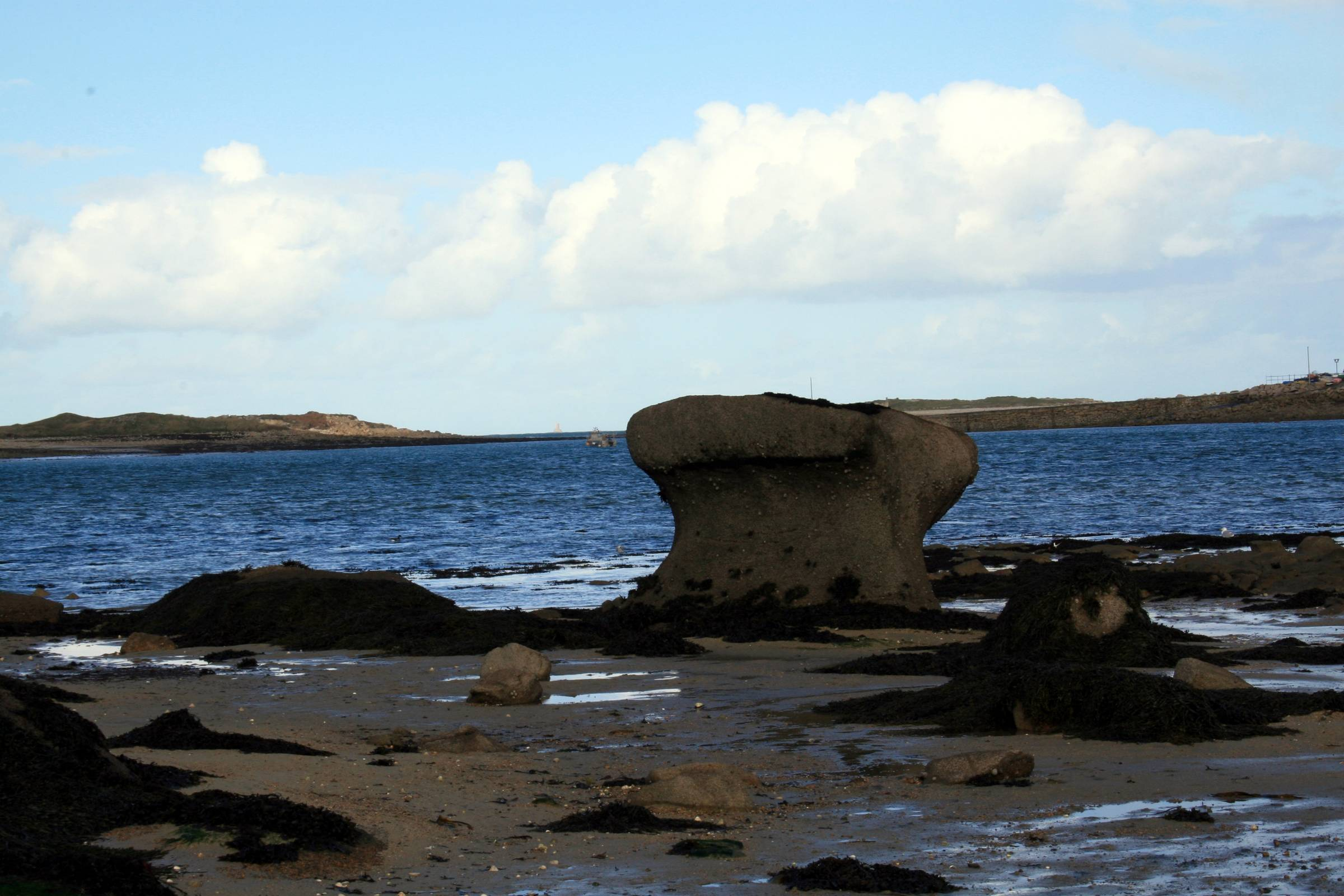
Osca de pedogènesis: aquest bloc granític d'un caos, despullat de la seva ganga de sorra, caigut al nivell del sòl, mostra rastres de pedogènesis com a resultat de l'atac de la seva part enterrada pels àcids húmics i fúlvics. Aïllat sobre el estran, forma un «fong de mar».

En geologia, l'alteració dels minerals és el conjunt de les modificacions de les propietats fisicoquímiques dels minerals i, per tant, de les roques, per reaccions abiòtiques —agents atmosfèrics en l'origen de l'alteració meteorològica o meteorització, aigües subterrànies responsable de l'alteració del subsòl, aigües termals en l'origen de l'alteració hidrotermal— o biòtiques —arrels de plantes involucrades en la microdivisió, comunitats microbianes tel·lúriques específiques: cianobacteris, microfongs, arqueus, que van colonitzar les roques i els minerals a la Terra durant milers de milions d'anys. Depèn en particular del clima, de la temperatura de les aigües, de la naturalesa de les roques i del seu grau de fractura, així com de la interacció entre les plantes, els fongs micorrízics i les comunitats bacterianes (rizosfera, mineralosfera, hidrosfera… una «melodia d'esferes» que acompanya a l'alteració).
També es parla d'alteracions en les transformacions de les roques de la superfície dels asteroides i d'altres cossos celestes com la Lluna, principalment degudes a impactes meteorítics i que condueixen a la formació d'una regolita.
Aquest procés de transformació té lloc in situ, la qual cosa el distingeix de la remodelació que implica transformacions amb desplaçament de materials que romanen prop del lloc d'origen, i de l'erosió que correspon a les transformacions amb evacuació cap a l'exterior dels materials.
En alguns contextos, les diferències amb el metamorfisme de baixes pressions i temperatura poden no estar clares, particularment en el cas de l'hidrotermalisme.

## Generalitats
L'alteració mineral es regeix essencialment per les lleis de la termodinàmica relacionades amb la conservació de l'energia, rellevants per a les condicions ambientals, sovint en presència de catalitzadors, sent l'aigua el més comú i influent (H
2O).
El grau i les escales de temps en què s'alteren els diferents minerals varien segons el producte inicial i les seves propietats físiques i la susceptibilitat a l'alteració. Alguns minerals com el quars i el circón són altament resistents a l'alteració en condicions climàtiques normals. No obstant això, el quars pot canviar a stishovita amb pressió intensa, i el zircó a criotolita (un zircó metamíctic) amb quantitat de components radioactius i temps.
En algunes circumstàncies, un mineral s'altera mantenint la seva forma externa, coneguda com a pseudomorf.
L'alteració mineral és clarament diferent del metamorfisme del procés d'alteració de la roca. També difereix de la intempèrie. No obstant això, aquests processos ajuden en l'alteració mineral. Alguns minerals són membres d'una sèrie de solucions sòlides i són mostres d'una gamma de canvis de composició en un continu i, per tant, no són productes d'alteració mineral.

## Alteració de roques granitognèissiques

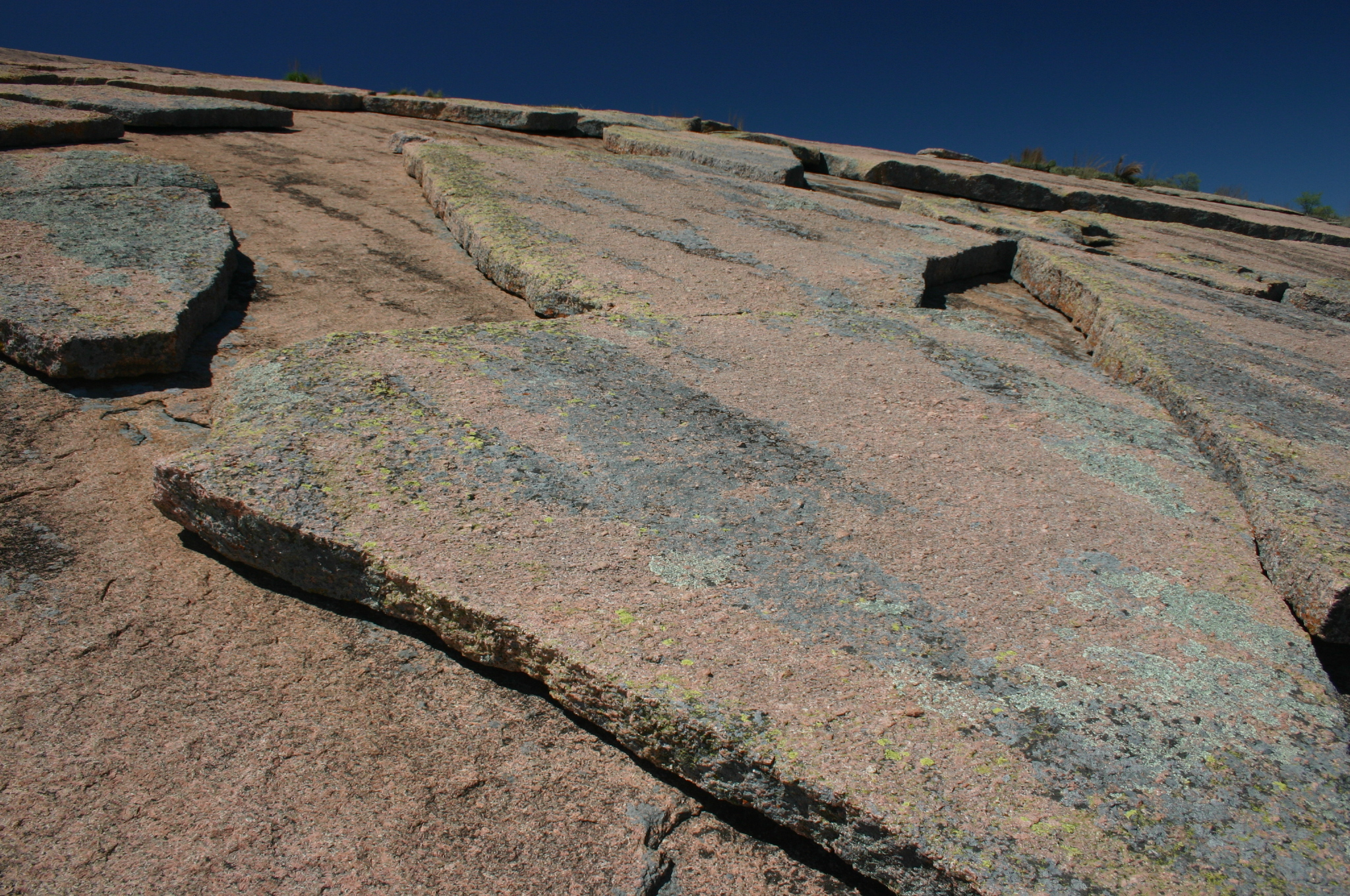
Exfoliació en «peles de ceba» en un caos granític.

Les roques granitognèissiques són les principals roques presents en la superfície dels continents. La seva composició és la d'un granit en sentit ampli: quars, miques, feldespats, possiblement amfíbols, piroxens, granats.
La seva friabilitat, més o menys gran, combinada amb l'alteració i l'arenació que progressa cap avall a una velocitat que varia d'1 a 300 mm per mil anys, expliquen la diferència en els perfils del paisatge. L'alteració dels granits suaus dona relleus angulars. La descamació dels granits alcalins, més resistents, forma plaques grans (anomenades «peles de ceba»).

### Efecte del clima

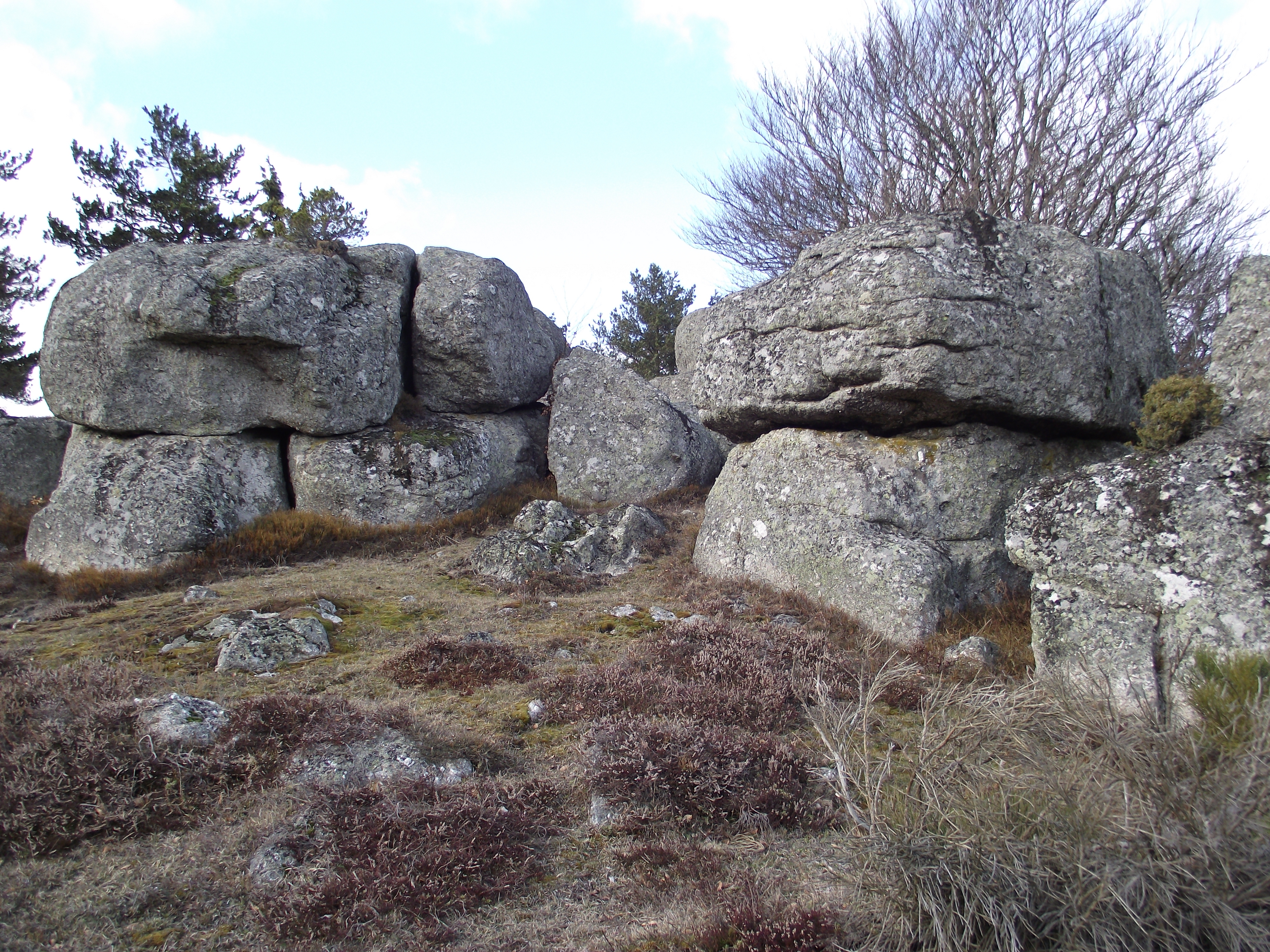
Caos granític en l'Est dels muntanyes d'Aubrac (Massís Central, França), una regió rica en formacions d'aquest tipus.

L'alteració d'aquestes roques depèn en gran manera de la presència d'aigua. Per tant, està directament relacionada amb l'altura de les precipitacions. L'alteració és gairebé nul·la en els deserts secs, com en el desert del Sàhara, on l'erosió és purament mecànica. També és molt limitada en entorns on l'aigua líquida és escassa, com és el cas de l'alta muntanya o a les regions en latituds altes (climes polars). Altres factors físics entren en joc: aire (vent sobre les roques de superfície, bombolles d'aire sobre les roques subterrànies), la temperatura (crioclàstia, termoclàstia).
A les àrees on les precipitacions no són menyspreables, l'alteració és important. Es distingeixen dos casos principals: alteració en climes temperats (latituds mitjanes) i alteració en clima equatorial.

#### En clima temperat

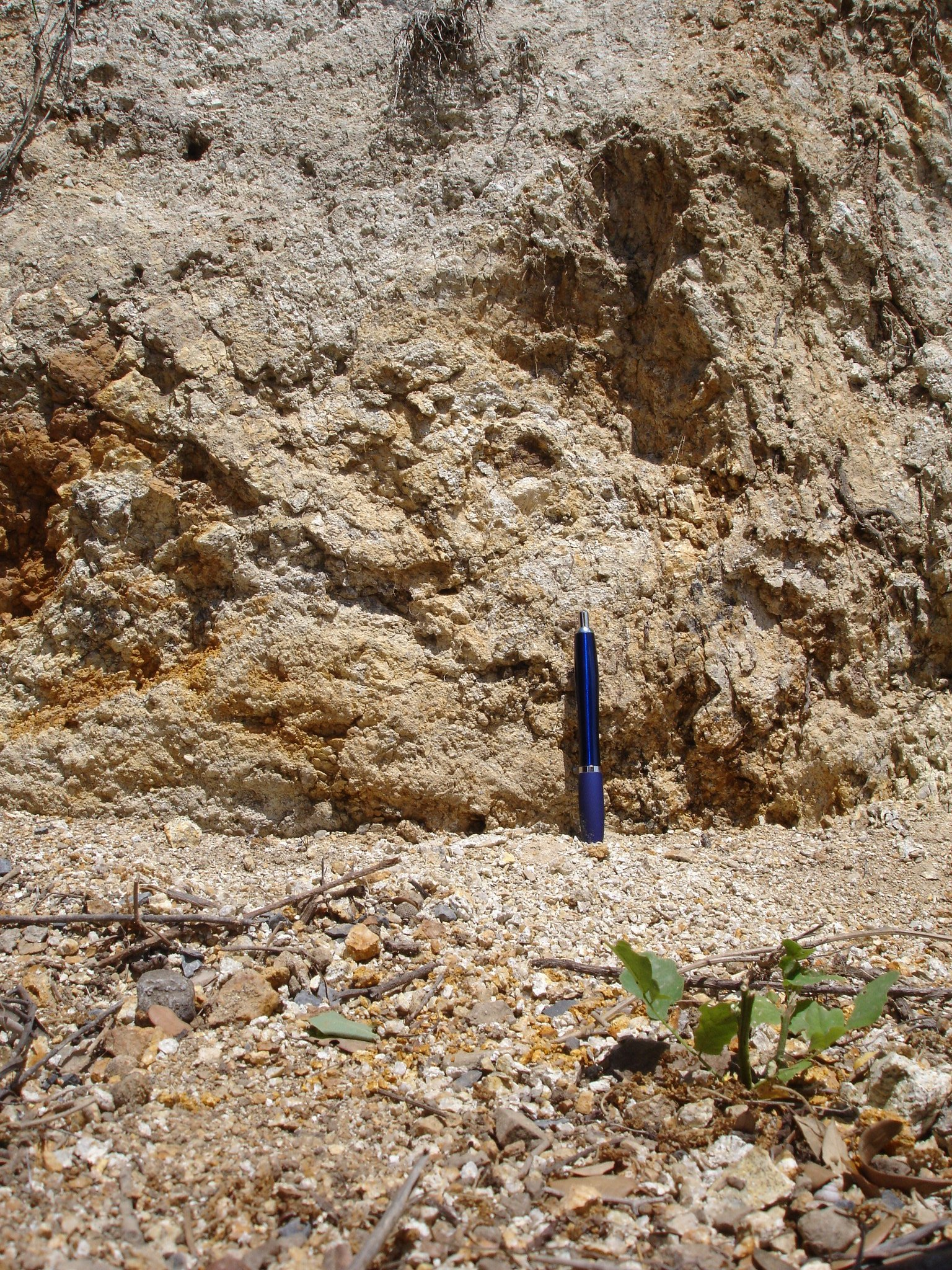
Granit descompost i sorra granítica en el caos de granit de Targasona prop de Font-romeu, Odelló i Vià.

Les regions temperades es caracteritzen per les altures de precipitacions mitjanes (generalment entre 500 i 1500 mm/any) i temperatures mitjanes (mitjanes anuals de 5 a 15 °C), amb una forta variació hivern-estiu.
L'alteració de les roques granítiques en aquestes àrees es caracteritza per una degradació parcial dels minerals constituents del granit.
- El quars se solubilitza, en forma soluble Si(HO
4, però l'abundància moderada d'aigua i la baixa temperatura limiten la velocitat de lixiviació. Per tant, una gran part del quars roman present.
- Els feldespats estan en la seva majoria degradats. L'alta solubilitat dels ions K+
 i Na+
, en particular, comporta la seva ràpida lixiviació i desestabilitza l'estructura cristal·lina dels feldespats. Aquesta solubilitat és encara més important si l'aigua és àcida (presència d'àcids orgànics o inorgànics, de CO₂) o rica en molècules quelants.[12] L'acidesa permet una substitució dels cations constitutius del feldespat (K+
, Na+
, Ca2+
) pels protons H+
 presents en l'aigua. Quant al quars, la sílice està moderadament solubilitzada. Quant a l'alumini, forma amb aigua el precipitat A el(OH)
3, que és insoluble. Això dona com a resultat la formació de minerals hidratats molt pobres en els cations K+
, Na+
, Ca2+
, lleugerament empobrits en sílice i, per tant, relativament enriquits en alumini. Aquests són argiles, especialment les de la família de l'esmectita (Si/A el = 2 a 2,4) o il·lites (Si/A el = 1,5).

L'alteració és encara més important perquè l'aigua pot penetrar profundament en la roca. Així, es veu afavorida per la presència de fissures o diaclases, fins i tot de microdivisions. El procés de dissolució també està influenciat per la temperatura o el potencial redox de la solució (acció sobre els minerals ferro-magnèsics).
Els constituents no alterats (alguns feldespats, grans de quars, però també moscovites) es troben dissociats i barrejats amb l'argila d'alteració en forma de sorra coneguda com a sorra granítica. A les regions granítiques, es pot observar comunament la transició entre granit fresc, granit en vies d'alteració (roca relativament friable) i sorra granítica.
Els paisatges resultants de l'alteració dels granits en els climes temperats són bastant característics i es denominen caos granític. La presència de bitlles de granit fresc que van sofrir alteracions ha donat lloc al nom d'«alteració en bitlles» per a aquest tipus d'alteració.

#### En clima equatorial i tropical

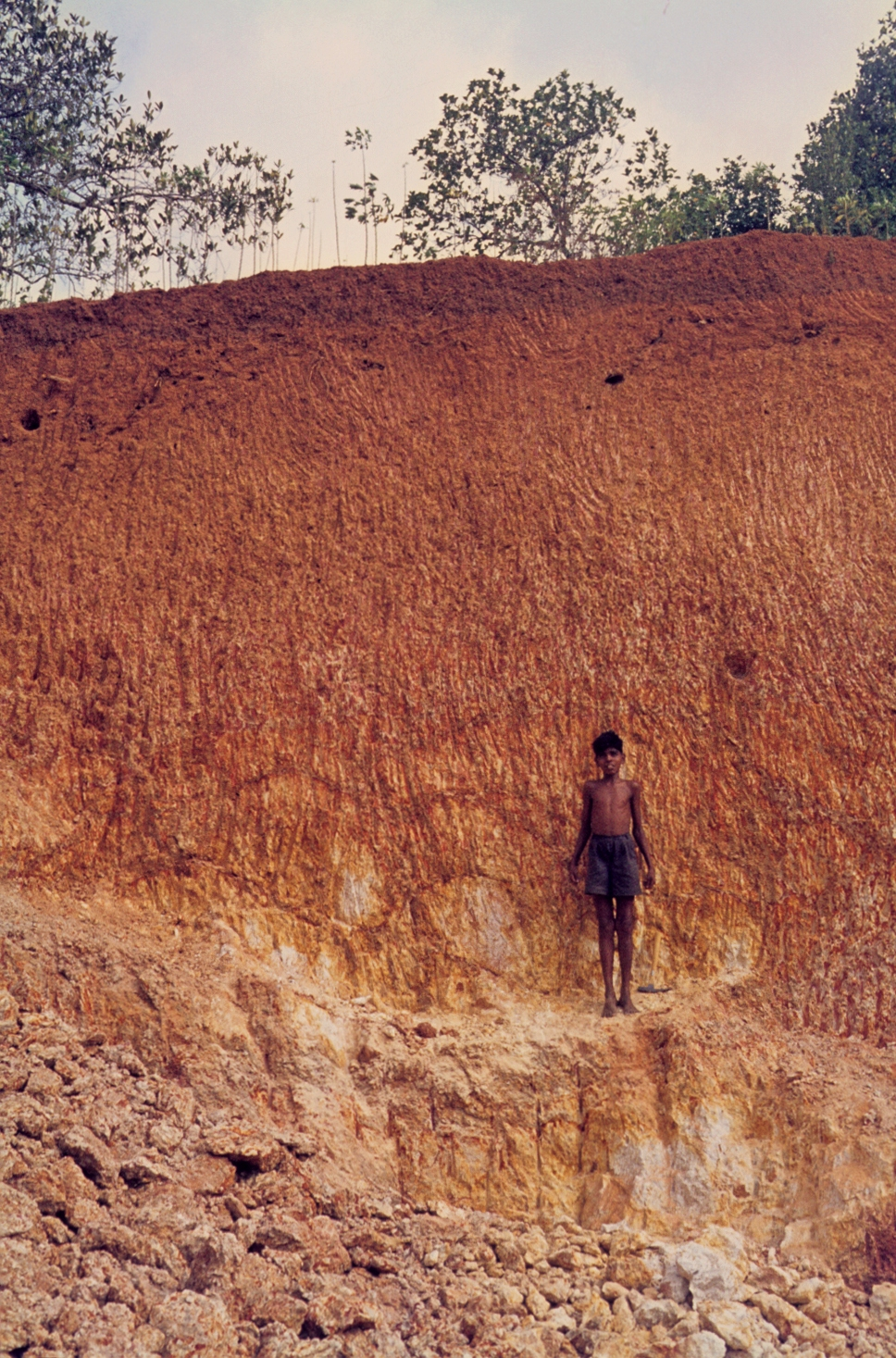
Un perfil laterític: transició des de la base, una saprolita solta cap a una fina laterita endurida marró, tot sota un sòl laterític (Índia).

Les regions equatorials es caracteritzen per una precipitació molt alta (generalment de 1.000 a 10.000 mm/any) i temperatures altes i relativament constants durant l'any (entre 20 °C i 30 °C).
En aquestes condicions, la solubilització de la sílice és molt major que en el mitjà temperat. Dona lloc a una lixiviació significativa del silici (sempre en forma Si(HO)
4) provinent del quars, però també a feldespats i altres silicats.
Aquest important empobriment dona lloc a la formació d'argiles pobres en sílice, com la caolinita (Si/A el = 1).
En condicions més extremes (temperatures i pluviometria molt elevades), la lixiviació del silici pot ser gairebé total, la qual cosa comporta la formació de minerals que no contenen (o poc) silici, però són molt rics en alumini (no lixiviats). Formen una roca coneguda com a bauxita. En la seva forma pura, està constituïda de gibbsita, de fórmula A el(OH)
3, i diverses formes de AlO(OH), la boehmita i diàspora. És comú que el ferro present inicialment com a impureses en el granit s'acumuli en la bauxita. De fet, la forma estable del ferro en les condicions d'oxidació de l'atmosfera és la forma Fe (III), que forma amb l'aigua el precipitat (no soluble) Fe(OH)
3. Els sòls de bauxita es coneixen com a laterites, o cuirasses laterítiques. Constitueixen una cobertura relativament impermeable i endurada.

## L'alteració de les roques carbonatades
Les roques carbonatades estan representades en la superfície de la Terra, en particular per les calcàries (CaCO
3), i secundàriament per les dolomies ((Ca, Mg)CO
3). Els carbonats on el catió no és ni Ca2+
 ni Mg2+
 són extremadament minoritaris, i no seran tractats aquí.

### Carbonat de calci

#### Dissolució en aigua pura
Un polsim de guix en aigua pura no sembla dissoldre's. De fet, el carbonat de calci és molt poc soluble en aigua pura. La seva constant de solubilitat (Ks) a 25 °C és de fet aproximadament 5.10-9 Per tant, es podria esperar que la calcària solament fos lleugerament alterable per l'aigua.

#### Dissolució en aigua carregada en CO₂
No obstant això, es constata que el mateix polsim de guix esquitxat en un recipient amb aigua gasificada es dissol molt ràpidament. L'explicació radica en el fet que l'equilibri:
CaCO
3 = Ca2+
 + CO2−
3 (1)
està, en un medi aquós, en gran manera vinculat als dos equilibris àcid-bàsics vinculats al CO₂:
CO₂ + 2H
2O = HCO−
3 + H
3O+
 (2)
HCO−
3 + H
2O = CO−
3 + H
3O+
 (3)
Segons la llei dels equilibris químics, cadascuna d'aquestes reaccions es desplaça tant cap a l'esquerra com sigui l'aigua àcida (rica en ions H
3O+
). Ara la reacció (2) (dissolució del CO₂ en l'aigua) produeix ions H
3O+
; per tant, l'aigua rica en CO₂ afavoreix la solubilització del carbonat de calci. Per tant, el balanç de les dues reaccions (dissolució de pedra calcària i dissolució de CO₂) es pot escriure:
(1) (2) (3) CaCO
3 + CO₂ +H
2O = 2HCO−
3 + Ca2+

La constant d'equilibri d'aquesta reacció, a 25 °C, és de 4,5.10-5, que és molt més alta que la constant de dissolució de la pedra calcària en aigua pura. Per tant, l'aigua carregada de CO₂ té una capacitat molt major per dissoldre la pedra calcària que l'aigua pura.
Com el CO₂ és, com tots els gasos, més soluble a mesura que la temperatura és més baixa, les aigües més fredes són les que poden contenir la quantitat més gran de CO₂. Aquest fet interessant prediu que l'alteració de les roques calcàries probablement és més alta a les regions humides i fredes, és a dir, a les regions temperades.
La dolomitització es refereix a les diverses maneres suggerides en les quals una roca sedimentària, predominantment calcita rica en calci, com la pedra calcària, pot transformar-se en roca dolomita rica en dolomita magnèsica. La diagènesi és un probable culpable que involucra volums d'aigua i bastant poca calor, com a catalitzador d'intercanvi iònic. La reacció és la següent:
2CaCO
3 (calcària) + Mg2+
 ? CaMg(CO
3)
2 (dolomita) + Ca2+

#### Karst i model càrstic
El model característic d'alteració dels massissos calcaris a les regions temperades és el modelatge càrstic.

## Altres exemples d'alteracions minerals
- Oxidació: un exemple d'oxidació comuna és quan un mineral de ferro ferrós natural, com la pirita, s'oxida per formar goetita o altres hidròxids o sulfats de ferro fèrric.
- Hidratació i deshidratació: el guix mineral comú és un mineral de sulfat hidratat que s'altera fàcilment a sulfat anhidre anomenat anhidrita amb dessecació perllongada. Aquesta és una reacció reversible.

CAS₄·2H₂O <=> CAS₄
- Caolinització: es refereix a l'alteració del feldespat alcalí en la caolinita mineral d'argila en presència de solucions lleugerament àcides. La pluja dissol fàcilment el diòxid de carboni (CO₂) de l'atmosfera, promovent l'alteració de les roques granítiques. Com a mostra en la següent reacció, en presència d'àcid carbònic i aigua, el feldespat potàssic s'altera a caolinita, amb ions potassi, bicarbonat i sílice en solució com a subproductes.

2 KAlSi₃O₈ + 2 H₂CO₃ + 9 H₂O => A el₂Si₂O₅(OH)₄ + 4 H₄SiO₄ + 2 K+ + 2 HCO₃?
- Epidotització: és el procés d'alteració en el qual els feldespats de plagioclasa es converteixen en minerals del grup epidota.
- Cloritització: és l'alteració dels minerals de piroxè o amfíbols en els minerals del grup clorit. La cloritització és un procés comú en les transicions metamòrfiques a les facies greenschist, i les facies anfibolita reverteixen el metamorfisme.
- Alteració per xoc induït: com es va observar en els astroblemes i els seus voltants, tals com els cràters d'impacte, els cristalls de sílice o quars ordinaris poden alterar els minerals stishovita i coesita com a resultat dels impactes de meteorits que produeixen un ambient d'extremadament alta pressió i temperatura.
- Desintegració radioactiva: un exemple comú d'una alteració per desintegració radioactiva és quan un element radioactiu que conté zircó o cristall d'allanita es converteix en metamític o amorf a causa d'un dany estructural.
- Serpentinització: és el procés d'alteració que resulta en la formació del grup de serpentina de minerals principalment del grup olivina, amb la hidratació i els canvis en la pressió com a factors principals.
- Piritització: que implica el reemplaçament iònic per àtoms de ferro i sofre que es combinen per formar la pirita mineral.
- Opal·lització: és l'alteració de la sílice amorfa, sovint com a restes orgàniques de microfòssils silícics en roques sedimentàries litificades, en l'òpal mineraloide.
- Uralitització: és el procés d'alteració deuteriana del piroxè (més comunament augita) per formar anfíbols (actinolita-tremolita). L'alteració ocorre durant les etapes tardanes de la cristal·lització magmàtica a baixes temperatures (<500 °C) o durant esdeveniments metamòrfics de baix grau (metamorfisme de facies subgreenschist). La reacció és paramòrfica, la qual cosa significa que l'estructura del mineral es conserva, però es modifica la seva química original.[16]